# Spitzerteleskopet
Spitzerteleskopet (eng. Spitzer Space Telescope, tidigare Space Infrared Telescope Facility (SIRTF)) är ett infrarött rymdteleskop som sköts upp 2003, det fjärde och sista av NASA:s Stora Observatorier. År 2009 tog tillförseln av flytande helium slut, och sedan dess är teleskopet inte lika nedkylt och kan inte fotografera de längsta våglängderna.

## Namn
I enlighet med Nasa-traditionen döptes teleskopet om efter att det uppskjutits och observerat framgångsrikt. Till skillnad från andra teleskop som namngivits efter berömda avlidna astronomer av en panel forskare, blev SIRTF:s nya namn utvalt i en tävling som var öppen för allmänheten.
Det vinnande bidraget i tävlingen föreslog Lyman Spitzer, Jr., den förste som föreslog att placera teleskop i rymden i mitten av 1940-talet.

## Uppdrag
Teleskopets uppdrag beräknas vara minst 2,5 år, med en förhoppning på upp till 5 år. 

## Design
Primärspegeln mäter 85 cm i diameter, har f/12 (brännvidden är alltså 12 gånger spegeldiametern) och är tillverkad i beryllium. I drift kyls spegeln ner till 5,5 K (kelvin) (20 K sedan 2009). Anslutna till spegeln finns tre instrument som möjliggör bildtagning och fotometri i våglängder från 3 till 180 mikrometer, spektroskopi från 5 till 40 mikrometer, och spektrofotometri från 5 till 100 mikrometer.
Teleskopet, kostade cirka 800 miljoner amerikanska dollar att utveckla.

## Uppskjutning
Teleskopet sköts upp den 25 augusti 2003 från Cape Canaveral Air Force Station på en Delta II 7920H ELV-raket. Spitzer är det enda av de Stora Observatorierna som inte skjutits upp av en rymdfärja. Det var den ursprungliga avsikten, men efter Challengerolyckan förbjöds Centaur-raketsteget som hade behövts för att försätta teleskopet i sin heliocentriska bana.

## Omloppsbana
Teleskopet ligger i en ovanlig omloppsbana, heliocentrisk snarare än geocentrisk, som följer Jorden i sin omloppsbana. Teleskopet driver iväg från Jorden ungefär 0,1 astronomiska enheter om året. 

### Fotnoter
1. ↑  ”NASA Space Science Data Coordinated Archive” (på engelska). NASA. https://nssdc.gsfc.nasa.gov/nmc/spacecraft/display.action?id=2003-038A. Läst 1 april 2020.